# Polistes versicolor
Polistes versicolor (лат.) — вид общественных бумажных ос рода Polistes семейства Vespidae. Это самый широко распространённый из южноамериканских видов ос, особенно часто встречающийся в юго-восточных штатах Бразилии, ареал простирается от Коста-Рики до Аргентины. Эту социальную осу обычно называют жёлтой бумажной осой из-за отчётливых жёлтых полос на её груди и брюшке. Гнездо P. versicolor, сделанное из пережёванного растительного волокна, обычно представляет собой один незакрытый сот, прикреплённый к субстрату одним стебельком. Жёлтая оса часто встречается в городских районах. Новые гнёзда и колонии обычно основываются объединением самок, иногда в человеческих зданиях.
Цикл колонии P. versicolor в целом составляет от 3 до 10 месяцев, хотя, по-видимому, нет никакой связи между развитием колонии и временем года. Хотя жёлтые бумажные осы имеют чёткий годовой цикл колоний, многие молодые королевы имеют возможность впадать в зимнюю спячку, образуя необязательные зимние скопления. Иерархия доминирования в этих скоплениях характеризуется физической агрессией доминирующей самки (самок) по отношению к ассоциированным самкам, которые, как правило, являются сёстрами. Движения виляния также часто используются как форма коммуникации внутри колонии. Жёлтая бумажная оса, как правило, хищная, захватывает широкий спектр насекомых, хотя часто питается также пыльцой и нектаром. Поэтому P. versicolor может быть полезна как опылитель или как эффективное средство борьбы с вредителями.

## Описание
И самцы, и самки P. versicolor имеют жёлтые прозрачные крылья и чёрное тело с характерными жёлтыми полосами на груди и брюшке. Различия между самками связаны исключительно с размерами. В скоплении жёлтых бумажных ос королевы — это самые крупные самки, а только что появившиеся самки — самые маленькие. Размеры тела самок в колонии часто зависят от условий окружающей среды: увеличение размеров тела часто наблюдается с наступлением неблагоприятного сезона.

## Распространение
Широко распространены в Южной Америке, встречаются от Коста-Рики до Аргентины.

## Цикл развития колонии
Хотя в высоких широтах и на высоте P. versicolor, по-видимому, придерживается строго годового цикла развития колоний, продолжительность цикла может варьироваться; колонии с коротким циклом могут жить от трёх до шести месяцев, а с длинным — от шести до десяти месяцев. В колониях, изученных на юго-западе Бразилии (где жёлтая бумажная оса особенно распространена), цикл колонии в целом составляет от 3 до 10 месяцев. Хотя климатические условия могут прямо или косвенно влиять на продуктивность колоний, жёлтая бумажная оса является асинхронным видом, поскольку, по-видимому, не существует связи между развитием колонии и сезоном года. Скопление ос может начаться в широком интервале от марта до августа, и осы-основательницы не покидают скопление в одно и то же время. Поэтому новые основания гнёзд могут появляться в разные периоды. В юго-восточной Бразилии скопления жёлтой бумажной осы начинаются в начале марта, перед наступлением зимы, и продолжаются до середины августа. Стадия яйца может длиться от 5 до 16 дней, стадия личинки — от 12 до 46 дней, а стадия куколки — от 16 до 26 дней. Средняя продолжительность жизни подчинённого рабочего составляет от 10 до 17 дней. Самцы могут оставаться в колонии в течение нескольких дней, прежде чем самки вынудят их покинуть ее. В то время как только новые королевы традиционно основывают новые колонии, покидая свои предыдущие гнёзда, агрегация у P. versicolor представляет собой альтернативный путь для самок, предлагая им выбор между созданием нового гнезда и ожиданием роли основательницы. Таким образом, недавно появившиеся самки могут выбрать роль рабочих, ожидая год, чтобы стать основательницей, пока не возникнут более благоприятные условия. Самки с длительным циклом существования колонии могут также заменить репродуктивную самку в качестве кладки яиц в прежнем гнезде.